# Cassià Just
Cassià Maria Just i Riba (Barcelona, 22 de agosto de 1926 - 12 de março de 2008) foi um abade do monastério de Montserrat , músico e religioso catalão.
Foi membro da Escolania de Montserrat aos 9 anos de idade. Posteriormente foi monge. Dirigiu o monastério de 1966 a 1989.Tinha pensamento aberto e pacificador, sempre defendendo o diálogo.